# Rock Believer
Rock Believer è il diciannovesimo album in studio del gruppo musicale tedesco Scorpions, pubblicato nel 2022.

## Descrizione
È il primo album in studio della band inciso con Mikkey Dee (ex batterista dei Motörhead), che ha sostituito James Kottak nel 2016, ed è il primo album di inediti in sette anni da Return to Forever (2015), rendendo l'intervallo più lungo tra due album in studio.

### Storia
Le prime voci sull'incisione di nuovo materiale circolarono nell'estate 2018, quando il chitarrista Rudolf Schenker espresse l'interesse a registrare nuove canzoni. Anche il cantante e frontman Klaus Meine nel 2019 accennò ad un possibile nuovo album di inediti che potrebbe uscire nel 2020. Le fasi di scrittura iniziarono nella prima metà del 2019, mentre le sessioni di registrazione nell'estate 2020, intervallate a causa della pandemia di Covid 19; poco prima dell'inizio dell'incisione, il 28 aprile 2020 il gruppo ha pubblicato un breve brano intitolato Sign of Hope, che però è rimasto escluso dalle tracce del disco. Le registrazioni si conclusero fra l'estate e l'autunno 2021. 
Il 29 settembre 2021 la band ha annunciato l'uscita di Rock Believer, fissata per il 25 febbraio 2022. Un tour mondiale, per la promozione del disco, è stato programmato con nove concerti consecutivi previsti a marzo 2022 a Las Vegas in Nevada per concludersi nell'estate 2023 in Portogallo.

### Pubblicazione
Il disco è stato pubblicato nei formati CD, doppio CD e LP (singolo o doppio). L'edizione deluxe consiste di un secondo disco composto da quattro tracce bonus e una versione acustica del brano When You Know (Where You Come From).
Come per il precedente album, il gruppo ha inciso 19 canzoni di cui 11 edizione standard e 16 nell'edizione deluxe; le altre tracce vennero incluse esclusivamente in alcune versioni giapponesi (Out Go the Lights), francesi (The Language of My Heart) e inglesi (Hammersmith).

## Accoglienza
| Recensione       | Giudizio |
| ---------------- | -------- |
| AllMusic         |          |
| Blabbermouth.net |          |
| Classic Rock     |          |
| Sputnikmusic     |          |

Rock Believer ha ricevuto recensioni per lo più positive. Jason Roche di Blabbermouth.net ha scritto che, con questo album, "Le icone del rock rivisitano molti dei suoni che hanno alimentato il picco della loro superstar. Il livello di energia e la capacità di comporre canzoni presenti, tuttavia, impediscono a queste tracce di risultare stanche e, forse per la prima volta in diversi dischi, ci sono persino alcuni inni che reggono il confronto con i classici che abbiamo riacquistato in più formati nel corso dei decenni". Roche si è anche riferito ad esso come a una "testimonianza dell'autostima della band che nel cinquantesimo anniversario del loro album di debutto del 1972, "Lonesome Crow", il corso d'azione della band era semplicemente quello di fare le cose che hanno sempre fatto meglio durante la loro esistenza", e ha concluso che ""Rock Believer" serve come un confortante promemoria che gli Scorpions sono ancora in grado di generare accattivanti inni rock nei loro ultimi anni".
A proposito di Rock Believer, John Aizlewood di Classic Rock ha scritto: "I giorni delle ballate sfacciate come "Wind of Change", del pop-metal (Is There Anybody There?) e degli esperimenti audaci (The Zoo) sono ormai lontani. Invece, a parte le due versioni della maestosa "When You Know (Where You Come From)", hanno dato a tutto gas con un'intensità che farebbe rabbrividire i loro nipoti". 
L'album ha debuttato al numero 18 nel Regno Unito. Per il gruppo è stato il miglior piazzamento nelle classifiche degli album britannici dai tempi di Savage Amusement (1988).

## Tracce
Edizione Standard
1. Gas in the Tank – 3:40 (testo: Klaus Meine – musica: Rudolf Schenker)
2. Roots in My Boots – 3:17 (testo: Meine – musica: Schenker)
3. Knock 'em Dead – 4:11 (testo: Meine – musica: Schenker)
4. Rock Believer – 3:57 (testo: Meine – musica: Meine, Schenker)
5. Shining of Your Soul – 3:57 (testo: Meine – musica: Schenker, Greg Fidelman)
6. Seventh Sun – 5:30 (testo: Meine – musica: Schenker, Hans-Martin Buff, Ingo Powitzer, Fidelman)
7. Hot and Cold – 4:12 (testo: Meine – musica: Matthias Jabs)
8. When I Lay My Bones to Rest – 3:07 (testo: Meine – musica: Schenker)
9. Peacemaker – 2:56 (testo: Meine – musica: Schenker, Paweł Mąciwoda)
10. Call of the Wild – 5:20 (testo: Meine – musica: Schenker)
11. When You Know (Where You Come From) – 4:22 (testo: Meine – musica: Schenker)

Edizione Deluxe - Tracce Bonus
1. Shoot for Your Heart – 4:01 (testo: Meine – musica: Meine)
2. When Tomorrow Comes – 3:47 (testo: Meine – musica: Schenker)
3. Unleash the Beast – 4:17 (testo: Meine – musica: Schenker)
4. Crossing Borders – 3:38 (testo: Jabs – musica: Jabs, Meine)
5. When You Know (Where You Come From) (acoustic version) – 3:44 (testo: Meine – musica: Schenker)

Edizione Giapponese - Tracce Bonus
1. Out Go the Lights – 3:39 (testo: Klaus Meine – musica: Rudolf Schenker)

Edizione Francese - Tracce Bonus
1. The Language of My Heart – 3:54 (testo: Klaus Meine – musica: Klaus Meine)

Edizione UK - Tracce Bonus
1. Hammersmith – 3:44 (testo: Meine – musica: Mikkey Dee, Rudolf Schenker, Magnus Ax)

## Formazione
- Klaus Meine – voce
- Rudolf Schenker – chitarra
- Matthias Jabs – chitarra
- Paweł Mąciwoda – basso
- Mikkey Dee – batteria

## Classifiche

### Classifiche settimanali
| Classifica (2022) | Posizione massima |
| ----------------- | ----------------- |
| Croazia           | 12                |
| Grecia            | 7                 |

### Classifiche di fine anno
| Classifica (2022) | Posizione |
| ----------------- | --------- |
| Belgio (Vallonia) | 198       |
| Francia           | 168       |
| Germania          | 22        |
| Svizzera          | 77        |